# Distrikt Salcabamba
Der Distrikt Salcabamba liegt in der Provinz Tayacaja der Region Huancavelica in Zentral-Peru. Der Distrikt hat eine Fläche von 192,52 km². Beim Zensus 2017 lebten 3828 Einwohner im Distrikt. Im Jahr 1993 lag die Einwohnerzahl bei 5765, im Jahr 2007 bei 5121. Die Distriktverwaltung befindet sich in der auf einer Höhe von 3037 m gelegenen Ortschaft Salcabamba mit 247 Einwohnern (Stand 2017). Salcabamba liegt etwa 23 km nordnordöstlich der Provinzhauptstadt Pampas sowie knapp 50 km ostsüdöstlich der Großstadt Huancayo. Die Bevölkerung ist zum Großteil indigener Herkunft mit Muttersprache Quechua.

## Geographische Lage
Der Distrikt Salcabamba liegt in der peruanischen Zentralkordillere im zentralen Norden der Provinz Tayacaja. Der Unterlauf des Río Mantaro fließt entlang der östlichen Distriktgrenze nach Norden. Der Río Salcabamba, ein Zufluss des Río Mantaro, durchfließt den Distrikt in südlicher Richtung.
Der Distrikt Salcabamba grenzt im Südwesten an den Distrikt Huaribamba, im Nordwesten an den Distrikt San Marcos de Rocchac, im Nordosten an den Distrikt Salcahuasi, im Osten an den Distrikt Surcubamba sowie im Süden an die Distrikte Quishuar und Daniel Hernández.